# Wintrebertia inflatipes
Wintrebertia inflatipes är en insektsart som beskrevs av Marius Descamps 1971. Wintrebertia inflatipes ingår i släktet Wintrebertia och familjen Euschmidtiidae. Inga underarter finns listade i Catalogue of Life.